# Gustav (orkaan)

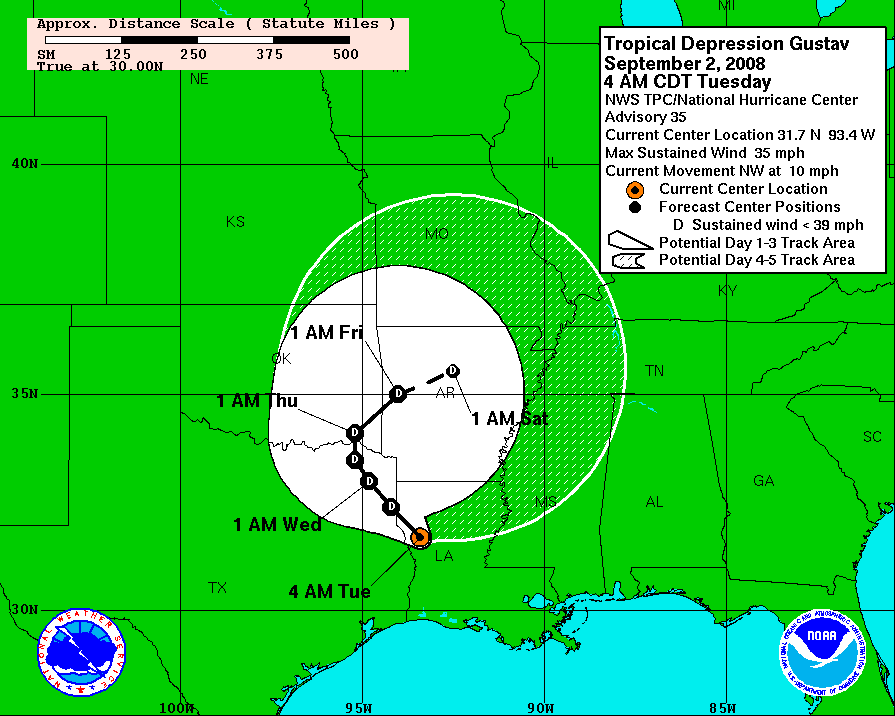
Verwachting voor de komende 5 dagen (dd. 30 augustus2008).

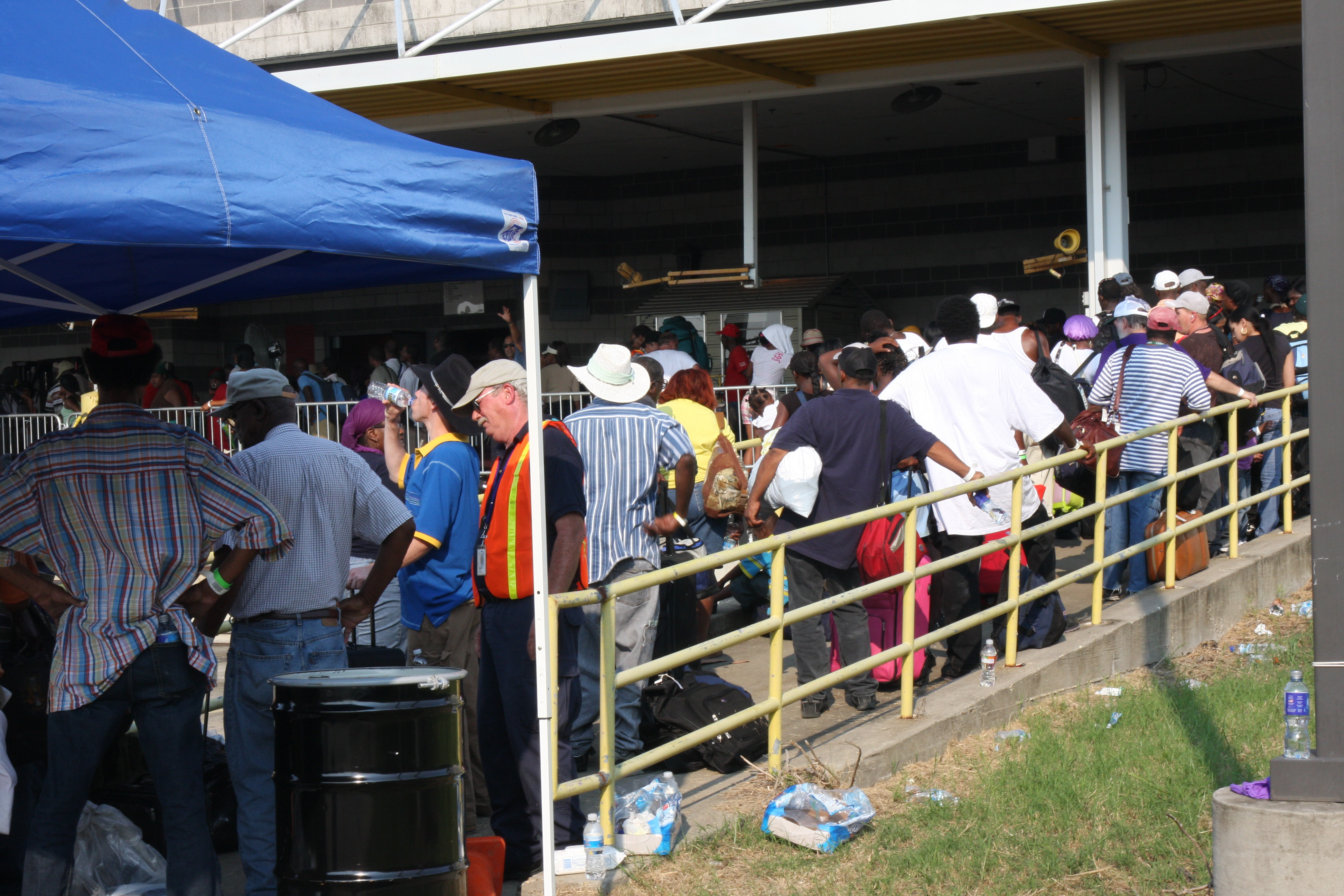
Op de vlucht voor Gustav, evacuatie New Orleans, aug. 2008

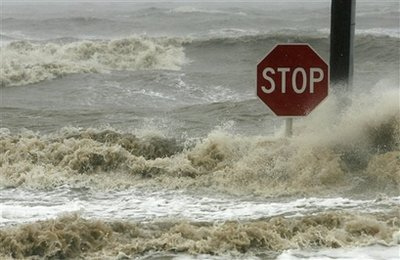
Gustav bereikt de kust op 1 sept. 2008

Orkaan Gustav is een orkaan die tijdens het Atlantisch orkaanseizoen 2008 ontstond in het Caraïbisch gebied.
Gustav ontstond op 25 augustus 2008 en nam in de dagen daarop in kracht toe tot een categorie 3 orkaan op de Schaal van Saffir-Simpson. Gustav trok over Haïti, de Dominicaanse Republiek en Jamaica. Daarna vervolgde Gustav zijn koers naar de Kaaimaneilanden en Cuba. Op Haïti, de Dominicaanse Republiek en Jamaica kwamen in totaal 85 mensen om het leven. Na Cuba zal Gustav naar verwachting koers zetten naar het Zuiden van de Verenigde Staten. Op Cuba werden 60.000 mensen geëvacueerd. Ook werden olieplatforms in de Golf van Mexico geëvacueerd.
Als gevolg van de te verwachten problemen met Gustav riep de Amerikaanse president Bush de noodtoestand uit in de Amerikaanse staten Texas en Louisiana. Op 30 augustus wist Gustav, de tweede orkaan van het atlantisch orkaanseizoen 2008 uit te groeien tot een orkaan van de vierde categorie. In Havana richtte de storm veel schade aan, en het elektriciteitsnet op Cuba viel korte tijd uit.
Op 30 augustus 2008, precies drie jaar nadat New Orleans werd getroffen door orkaan Katrina, werd besloten uit voorzorg een evacuatie van de stad in gang te zetten. Op 31 augustus 2008 heeft de burgemeester van New Orleans, Ray Nagin, besloten de hele stad verplicht te evacueren gezien het verloop van de storm op zijn huidige koers. Vanaf 08:00 plaatselijke tijd wordt begonnen met het evacueren van de stad, de evacuatie wordt echter niet afgedwongen door de politie. Mensen kunnen op eigen risico achterblijven maar er zijn geen overheidsdiensten meer beschikbaar in de stad: politie, brandweer en ambulances worden teruggetrokken. Het leger werd nog wel ingezet om de stad te bewaken tegen plunderingen.
Op 1 september 2008 ging de orkaan aan land in Louisiana.
Boven Louisiana zwakte Gustav af tot een tropische storm. Op 2 september noemde het National Hurricane Center Gustav inmiddels een storm. In de staat Louisiana vielen twee doden door een omgewaaide boom, in New Orleans vielen geen doden. In totaal sloegen zo'n twee miljoen mensen op de vlucht voor Gustav.
Boven de Atlantische Oceaan vormden zich ondertussen nieuwe wervelwinden: Hanna en Ike.